# زنگ‌مرغ کاکلی
زنگ‌مرغ کاکلی (نام علمی: Oreoica gutturalis) نام یک گونه از تیره زنگوله‌مرغان است.